# Lucas Conceição Costa
Lucas Conceição Costa (* 22. Oktober 1999) ist ein brasilianischer Sprinter, der sich auf den 400-Meter-Lauf spezialisiert hat.

## Sportliche Laufbahn
Erste Erfahrungen bei internationalen Meisterschaften sammelte Lucas Conceição Costa im Jahr 2019, als er bei den U20-Panamerikameisterschaften in San José in 3:02,84 min die Bronzemedaille mit der brasilianischen 4-mal-400-Meter-Staffel gewann. 2023 startete er mit der Mixed-Staffel bei den Panamerikanischen Spielen in Santiago de Chile und gewann dort in 3:18,55 min gemeinsam mit Douglas Mendes, Letícia Lima und Tiffani Marinho die Silbermedaille in der Mixed-Staffel hinter dem Team aus der Dominikanischen Republik. Zudem siegte er mit der Männerstaffel in 3:03,92 min gemeinsam mit Lucas Carvalho, Matheus Lima und Douglas Mendes.

## Persönliche Bestzeiten
- 400 Meter: 49,18 s, 21. Juni 2018 in Bragança Paulista